# Sega Extreme Sports
Sega Extreme Sports est un jeu vidéo de sport sorti en 2000 sur Dreamcast.

## Système de jeu
Sega Extreme Sports propose de pratiquer de nombreux sports comme le VTT, le parapente, le saut à l'élastique, le buggy ou bien encore le deltaplane. Le jeu permet d'enchaîner ces disciplines sur un même décor, au cours d'une même course.
Le joueur peut effectuer des figures, dépendant du véhicule utilisé, et remplir une barre de boost qu'il faut utiliser au moment opportun pour prendre de la vitesse.

## Accueil
- GameSpot : 5,9/10[1]